# Republic (Washington)
Republic ist eine City im US-Bundesstaat Washington. Nach dem Census von 2010 hatte der Ort 1073 Einwohner. Sie ist die größte Gemeinde im Ferry County und zugleich dessen County Seat (Verwaltungssitz).

## Geschichte
Republic wurde Ende des 19. Jahrhunderts von Prospektoren gegründet, die in der Region erfolgreich nach Gold suchten. Im 20. Jahrhundert befanden sich in der Gegend ergiebige Goldminen. Der Ort, der ursprünglich Eureka heißen sollte, wurde 1900 unter seinem heutigen Namen offiziell registriert; der Name geht zurück auf einen der damals größten Minenbetreiber vor Ort, die Great Republic. Der Name Eureka war zu dieser Zeit bereits an einen Ort im Clark County vergeben. Die Stadt liegt heute etwas südöstlich ihrer ursprünglichen Lage.
Im Norden der Stadt befindet sich das Stonerose Fossil Bed, eine Fundstelle etwa 49 Millionen Jahre alter Fossilien aus dem Eozän.

## Söhne und Töchter der Stadt
- Renié Conley (1901–1992), Kostümbildnerin
- James Fargo (* 1938), Regisseur, Drehbuchautor und Filmproduzent